# Fractura de Busch
Una fractura de Busch  es un tipo de fractura de la base de la falange distal de los dedos de la mano, producida por arrancamiento de la inserción ósea ( avulsión ) del tendón extensor. Sin tratamiento se convierte en un dedo en martillo . Correspondería al grupo B de la clasificación de Albertoni. Es muy común en los conductores de moto y en los porteros de fútbol, causada por una hiperflexión en el momento que el tendón está ejerciendo la máxima tensión (la mano cerrada tensando la palanca del embrague o del freno ).

## Historia

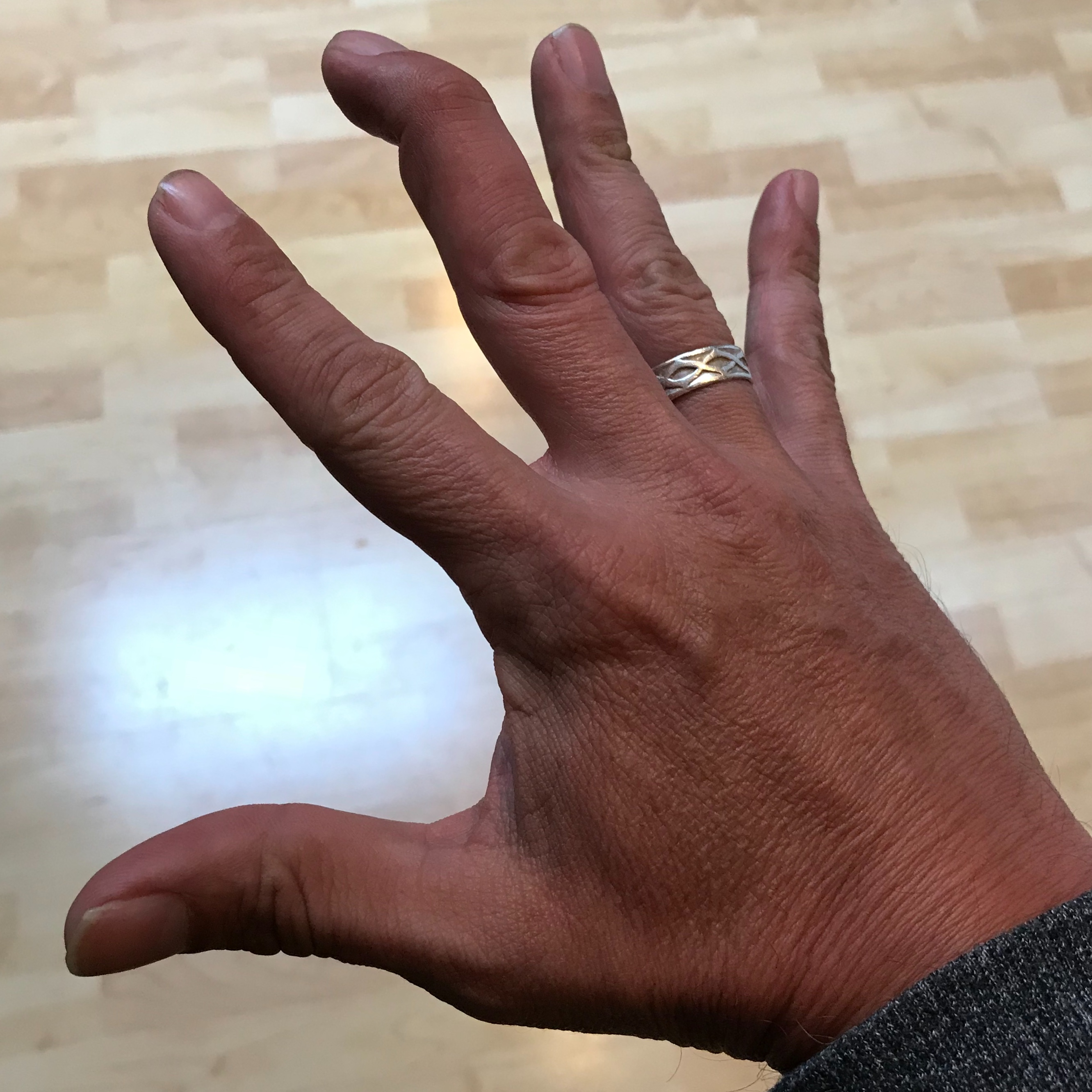
Dedo en martillo

La fractura de Bush se llama así por Friedrich Busch (1844-1916), que describió este tipo de fractura en la década de 1860. El trabajo de Busch fue estudiado por Albert Hoffa en 1904, derivando el término en " fractura de Hoffa "  o " fractura de Busch-Hoffa ". En su obra "General Orthopaedic, Gymnastics and masaje", Busch describió las anomalías en los tendones de los dedos, en diferentes síndromes, describiendo esta lesión como una avulsión del tendón que va fijado a la falange distal de un dedo de la mano ; en circunstancias diferentes, otros autores han descrito la posibilidad de la fractura en una falange de un dedo del pie, que mal curado puede convertirse en un dedo del pie en martillo .